# Symetrická grupa
Symetrická grupa je termín z matematiky, z teorie grup. Jedná se o grupu permutací, jejímž nosičem je množina všech permutací množiny, neboli všechny bijekce této množiny na sebe samu a operací je skládání těchto zobrazení. Symetrická grupa n-prvkové množiny se značí {\displaystyle S_{n}}.

## Vlastnosti
Symetrická grupa n-prvkové množiny {\displaystyle S_{n}} má n! (n faktoriál) prvků.
Podle Cayleyovy věty o reprezentaci je každá grupa G isomorfní podgrupě symetrické grupy na G.
Symetrická grupa {\displaystyle S_{n}} je nekomutativní pro n>2. Obsahuje normální podgrupu {\displaystyle A_{n}} všech sudých permutací, která je jednoduchá pro {\displaystyle n\geq 5}.
Počet konjugačních tříd {\displaystyle S_{n}} je Par(n), tj. počet možností, jak číslo n napsat jako součet přirozených čísel. Stejný je počet jejích ireducibilních reprezentací. Studium těchto reprezentací má souvislost s reprezentacemi obecné lineární grupy {\displaystyle Gl(n,\mathbb {C} )}.
Symetrická grupa {\displaystyle S_{n}} nemá žádné vnější automorfismy s výjimkou {\displaystyle n=6}. Grupa {\displaystyle S_{6}} má grupu vnějších automorfizmů {\displaystyle Out(S_{6})\simeq \mathbb {Z} _{2}}.

## Příklad
Symetrická grupa {\displaystyle S_{3}} je isomorfní grupě symetrie rovnostranného trojúhelníka, kterou tvoří shodnosti zobrazující tento trojúhelník na sebe sama. Je to tedy zároveň dihedrální grupa {\displaystyle D_{3}}. Má 6 prvků (3 zrcadlení a 3 otočení) a je nekomutativní. Je to nekomutativní grupa s nejmenším možným počtem prvků, neisomorfní šestiprvkové grupy jsou komutativní.